# Aston, Hertfordshire
Aston är en by och en civil parish i distriktet East Hertfordshire i Storbritannien. Den ligger i grevskapet Hertfordshire och riksdelen England, i den sydöstra delen av landet, 40 km norr om huvudstaden London. 2001 var det 844 personer folkbokförda i byn. Aston ligger på en ås mellan den nya staden Stevenage och Beane Valley.